# Maldon
Maldon é uma cidade e paróquia civil do distrito de Maldon, no Condado de Essex, na Inglaterra. Sua população é de 21 741 habitantes (2015) (63 350, distrito). Maldon foi registrada no Domesday Book de 1086 como Malduna/Meldona/Melduna.

## História

### História antiga e medieval
O nome do lugar Maldon é atestado pela primeira vez em 913 no Anglo-Saxon Chronicle, onde aparece como Maeldun. O nome de Maldon vem de mǣl que significa 'monumento ou cruz' e dūn que significa 'colina', então traduzido como 'colina do monumento'. Os saxões do leste se estabeleceram na área no século V e a área ao sul ainda é conhecida como a Península de Dengie após o Dæningas. Tornou-se um importante porto saxão com um hythe ou cais e bairros artesanais. Evidências de cerâmica importada desse período foram encontradas em escavações arqueológicas. A partir de 958 houve uma casa da moeda real emitindo moedas para os últimos reis anglo-saxões e primeiros reis normandos.

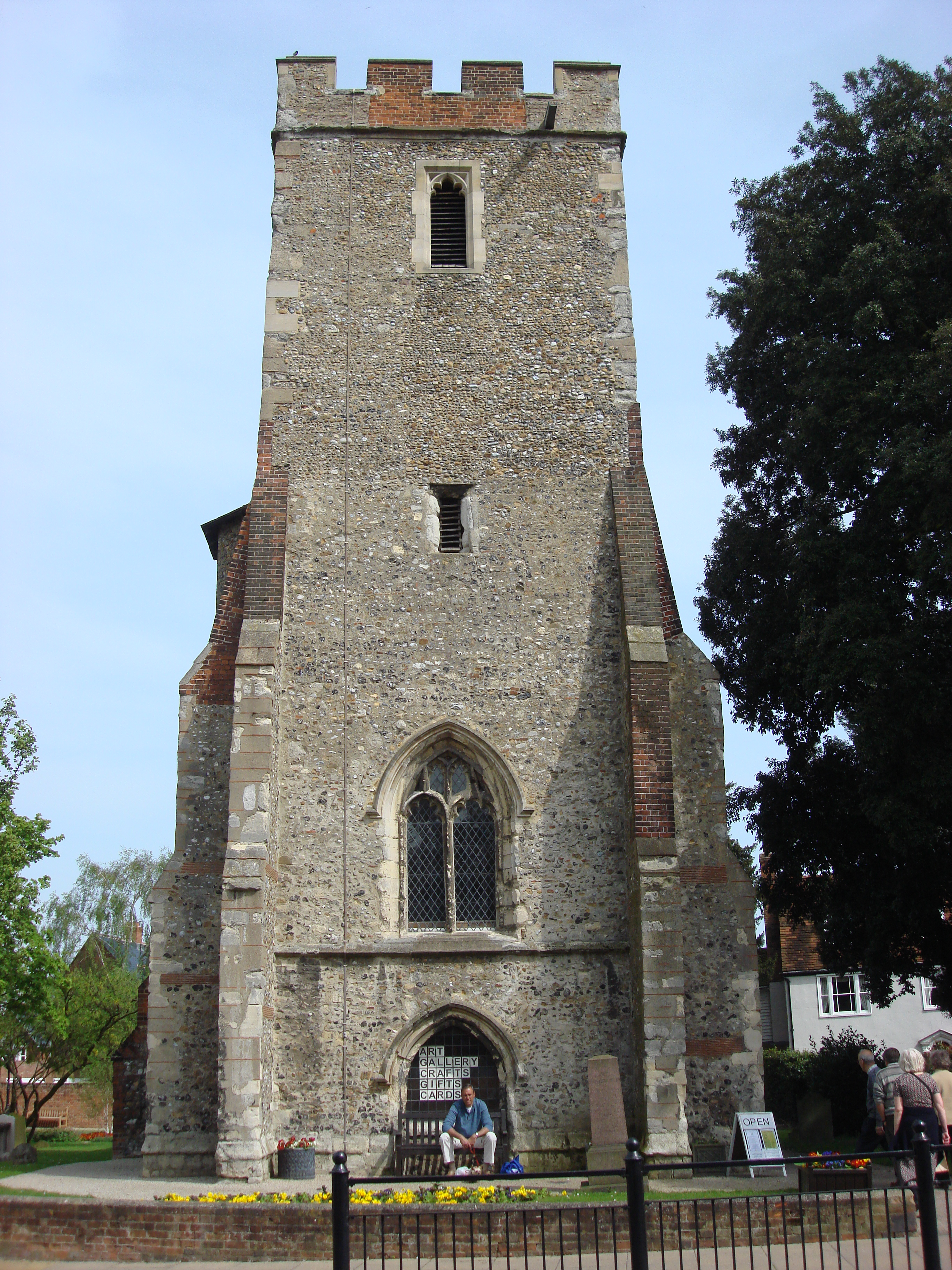
Tower of St Peter's Church

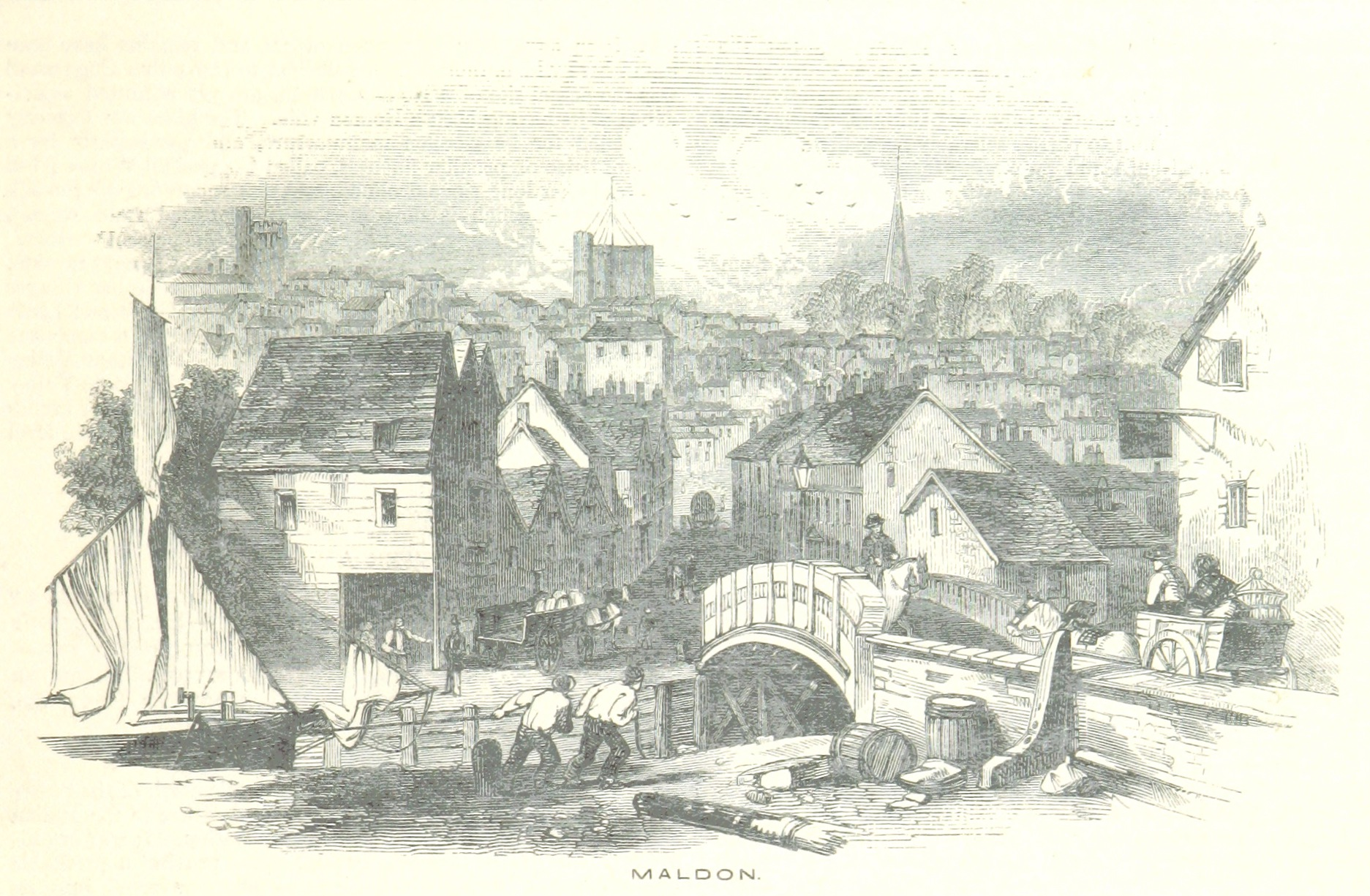
Maldon in 1851

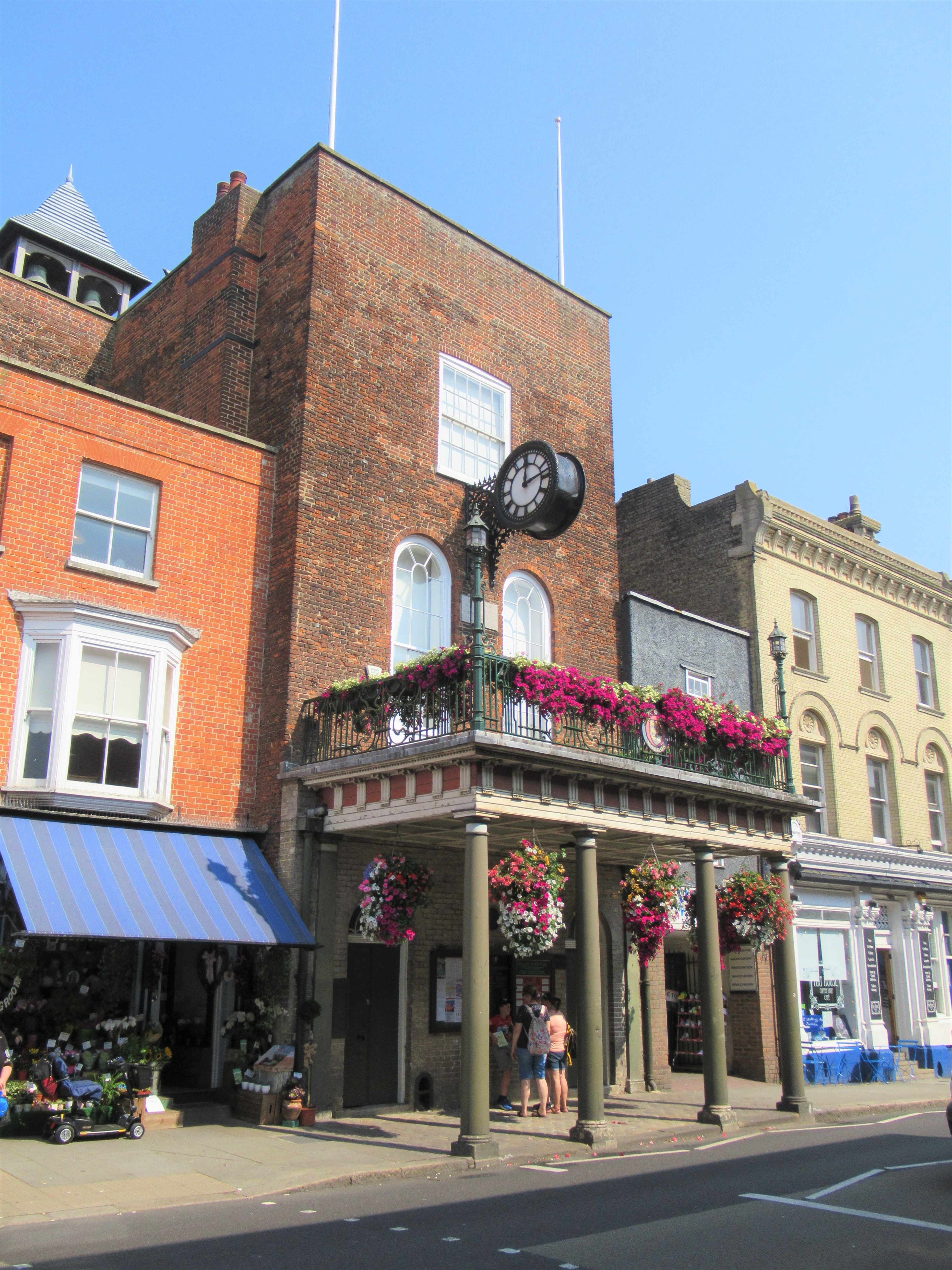
Maldon Moot Hall

Era uma das duas únicas cidades em Essex (Colchester era a outra), e acredita-se que o rei Eduardo, o Velho, tenha vivido aqui enquanto combatia os colonos dinamarqueses que invadiram North Essex e partes de East Anglia. Um ataque viking foi derrotado em 924, mas em outro ataque em 991 os defensores foram derrotados na Batalha de Maldon e os vikings receberam tributo, mas aparentemente não tentaram saquear a cidade. Tornou-se o tema do célebre poema inglês antigo "The Battle of Maldon". A batalha é comemorada por uma janela na Igreja de Santa Maria e por uma estátua no cais do guerreiro saxão morto Byrhtnoth.
De acordo com o Domesday Book, havia 54 famílias e cerca de 180 cidadãos em 1086. A cidade ainda tinha a casa da moeda e fornecia um cavalo de guerra e um navio de guerra para o serviço do rei em troca de seus privilégios de autogoverno. A cidade recebeu um foral de Henrique II em 1171, declarando os direitos da cidade, bem como definindo suas fronteiras e detalhando seu dever de fornecer um navio para o monarca "quando necessário". A Igreja de Todos os Santos da cidade, única na Inglaterra por ter uma torre triangular, data desse período. Embora a data precisa da construção seja desconhecida, a igreja existia em 1180, data da fundação da vizinha Abadia de Beeleigh. uma carta deRicardo I de dezembro de 1189 confirma "certas concessões à Abadia de Beeleigh, incluindo a Igreja do Abençoado Pedro em Maldon e a Igreja de Todos os Santos na mesma cidade". A Igreja de Santa Maria, no Hythe Quay, tem uma nave normanda listada como grau I de 1130, embora existam evidências de uma igreja anterior no local de pelo menos cem anos antes. Enquanto isso, Maldon Moot Hall remonta a cerca de 1420.

### Renascimento e eras modernas
Havia fortes tradições urbanas, com dois membros eleitos para a Câmara dos Comuns e três guildas que apresentavam luxuosas peças religiosas até serem suprimidas pelos puritanos em 1576. Então, até 1630, atores profissionais foram convidados a representar peças, que também foram impedidas pelos puritanos. De 1570 a cerca de 1800, também existia uma tradição rival de convidar clérigos proeminentes para visitar a cidade. Em 1629, ocorreu uma série de motins de grãos, liderados pela esposa de um açougueiro local.

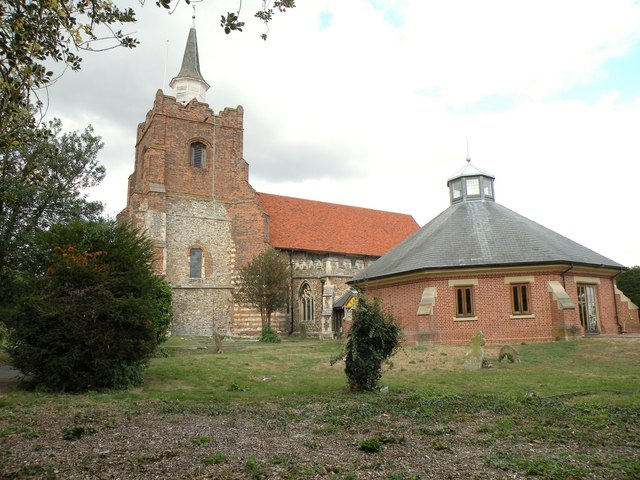
St. Mary's Church

No século XVII, Thomas Plume iniciou a Biblioteca Plume para abrigar mais de 8 000 livros e panfletos impressos entre 1487 e sua morte em 1704; a coleção foi adicionada várias vezes desde 1704. A Biblioteca Plume pode ser encontrada na Igreja de São Pedro. Apenas a torre original sobreviveu, o restante do prédio foi reconstruído por Thomas Plume para abrigar sua biblioteca (no primeiro andar) e o que era Maldon Grammar School (no térreo).
Na igreja de Todos os Santos há uma janela memorial para George Washington, cujo tataravô, Lawrence Washington, está enterrado aqui. Inaugurada por um diplomata americano em 5 de julho de 1928, a vitrine exibe São Nicolau com o Mayflower, Saint George e Santa Joana D'Arc no centro. No topo estão as armas da família Washington, e as armas dos EUA, Inglaterra, Escócia e País de Gales. Na parte inferior estão as representações de George Washington, o desembarque do Mayflower, a assinatura da Declaração de Independência e a Estátua da Liberdade.
Também em Maldon estão a Igreja Batista Maldon em Butt Lane, a Igreja Metodista Maldon na High Street e a Igreja Reformada Maldon United em Market Hill. A Mesquita Maldon fica na Church Street.

Durante a Segunda Guerra Mundial, Maldon foi destaque no plano de invasão alemã para a Grã-Bretanha, a Operação Leão Marinho. O plano previa que os alemães avançassem para uma linha entre Maldon e o rio Severn depois de desembarcarem na costa sul da Inglaterra.